# Dothan Pro Classic
Dothan Pro Classic — женский профессиональный международный теннисный турнир, проходящий в апреле в Дотане (США) на открытых грунтовых кортах. С 2001 года относится к женской взрослой серии ITF с призовым фондом 50 тысяч долларов и турнирной сеткой, рассчитанной на 32 участницы в одиночном разряде и 16 пар.

## Общая информация
В 2000—01 дотанский Westgate Tennis Center принял два национальных чемпионата США, удачно проведя которые, владельцы теннисного центра договорились с USTA об организации у себя более статусного приза — соревнования цикла женских турниров ITF. Первый турнир прошёл в 2001 году. В 2012 году турнир, наряду с аналогичными соревнованиями в Шарлотсвилле и Индиан-Харбор-Бич вошёл в мини-серию соревнований USTA для американских теннисисток, по итогам которой присуждалось специальное приглашение в основную сетку одиночного турнира Roland Garros.

## Финалы прошлых лет
| Год  | Чемпионка           | Финалистка           | Счёт              |
| ---- | ------------------- | -------------------- | ----------------- |
| 2015 | Луиза Чирико        | Катерина Стюарт      | 7-6(1) 3-6 7-6(1) |
| 2014 | Грейс Мин           | Виктория Дюваль      | 6-3 6-1           |
| 2013 | Айла Томлянович     | Чжан Шуай            | 2-6 6-4 6-3       |
| 2012 | Камила Джорджи      | Эдина Галловиц-Холл  | 6-2 4-6 6-4       |
| 2011 | Мелинда Цинк        | Стефани Форетц-Гакон | 6-2 6-3           |
| 2010 | Эдина Галловиц      | Анастасия Екимова    | 6-1 6-4           |
| 2009 | Шенай Перри         | Карли Галликсон      | 4-6 6-1 6-3       |
| 2008 | Бетани Маттек       | Варвара Лепченко     | 6-2 7-6(3)        |
| 2007 | Чжань Юнжань        | Алла Кудрявцева      | 6-4 6-2           |
| 2006 | Юлиана Федак        | Варвара Лепченко     | 4-6 6-4 6-2       |
| 2005 | Милагрос Секера (2) | Варвара Лепченко     | 2-6 6-2 6-4       |
| 2004 | Пэн Шуай            | Евгения Линецкая     | 6-2 6-1           |
| 2003 | Акико Моригами      | Милагрос Секера      | 6-3 6-4           |
| 2002 | Милагрос Секера     | Лизель Хубер         | 7-6(7) 4-6 6-1    |
| 2001 | Ирина Селютина      | Эшли Харклроуд       | 6-4 6-2           |

| Год  | Чемпионки                                 | Финалистки                              | Счёт           |
| ---- | ----------------------------------------- | --------------------------------------- | -------------- |
| 2015 | Йоханна Конта Мария Санчес                | Паула Кристина Гонсалвес Петра Крейсова | 6-3 6-4        |
| 2014 | Анетт Контавейт Илона Кремень             | Шелби Роджерс Оливия Роговска           | 6-1 5-7 [10-5] |
| 2013 | Джулия Коэн Татьяна Мария                 | Ирина Фалькони Мария Санчес             | 6-4 4-6 [11-9] |
| 2012 | Эжени Бушар Джессика Пегула               | Шэрон Фичмен Мари-Эв Пеллетье           | 6-4 4-6 [10-5] |
| 2011 | Валерия Соловьёва Ленка Винерова          | Хейди Эль Табах Алисон Риск             | 6-3 6-4        |
| 2010 | Алина Жидкова Анастасия Екимова           | Мария Иригойен Теодора Мирчич           | 6-4 6-2        |
| 2009 | Джулия Дитти Карли Галликсон (2)          | Екатерина Бычкова Александра Панова     | 2-6 6-1 [10-6] |
| 2008 | Татьяна Лужанская Михаэла Паштикова       | Мария-Фернанда Алвес Стефани Дюбуа      | 6-1 6-3        |
| 2007 | Чжань Юнжань Чжуан Цзяжун                 | Ангелика Бахманн Ванесса Хенке          | 6-2 6-3        |
| 2006 | Моника Адамчак Соледад Эсперон            | Эдина Галловиц Варвара Лепченко         | 6-4 3-6 6-4    |
| 2005 | Карли Галликсон Галина Воскобоева         | Джулия Дитти Владимира Углиржова        | 4-6 6-1 6-2    |
| 2004 | Лиза Макши Милагрос Секера (2)            | Пэн Шуай Се Яньцзэ                      | 6-7(6) 6-4 6-2 |
| 2003 | Милагрос Секера Кристина Виллер           | Джулия Дитти Варвара Лепченко           | 5-7 6-1 6-2    |
| 2002 | Рика Фудзивара Майя Палавершич-Купер-Смит | Саманта Ривз Джессика Стек              | 6-3 6-0        |
| 2001 | Марисса Ирвин Джанет Ли                   | Алина Жидкова Габриэла Волекова         | 6-0 6-2        |